# شیاطین (ترانه دوجا کت)
«شیاطین» (به انگلیسی: Demons) ترانه‌ای از رپر و خوانندهٔ آمریکایی دوجا کت می‌باشد که در چهارمین آلبوم استودیویی‌اش با نام اسکارلت (۲۰۲۳) قرار دارد. این ترانه در ۱ سپتامبر ۲۰۲۳ از سوی کموساب و آرسی‌ای رکوردز به‌عنوان دومین تک‌آهنگ تبلیغاتی منتشر شد. تهیه‌کنندگی این ترانه بر عهدهٔ تهیه‌کنندهٔ آمریکایی دی.ای. گات دت دوپ بوده‌است.